# Przemysław Grudziński
Przemysław Grudziński (ur. 30 października 1950 w Toruniu) – polski historyk, dyplomata i urzędnik państwowy.
Podsekretarz stanu w Ministerstwie Obrony Narodowej (1992–1993) i Ministerstwie Spraw Zagranicznych (1998–2000, 2008–2009), ambasador RP w Stanach Zjednoczonych (2000–2005), stały przedstawiciel RP przy Biurze ONZ w Wiedniu (2009–2014) i ambasador RP w Finlandii (2015–2017).

## Życiorys

### Wykształcenie i praca naukowa
Ukończył w 1972 studia w Instytucie Historii Uniwersytetu Mikołaja Kopernika w Toruniu (magisterium uzyskał na podstawie pracy pt. Wojna amerykańsko-meksykańska, 1846–1848), tam też pracował jako asystent do 1976. W 1977 obronił doktorat w Instytucie Historii Polskiej Akademii Nauk (praca pt. Przyszłość Europy w koncepcjach prezydenta Franklina D. Roosevelta), a pięć lat później w tej samej jednostce habilitował się w oparciu o rozprawę zatytułowaną Strategia nuklearna Stanów Zjednoczonych, 1939–1945. W 1988 był stypendystą Programu Fulbrighta na Uniwersytecie Princeton. Do 1996 pracował jako adiunkt i docent Instytutu Historii PAN. Od 1994 do 1997 i ponownie w okresie 2005–2008 był profesorem w George C. Marshall European Center for Security Studies w Niemczech. Profesor wizytujący m.in. na University of Southern California (1989), UCLA (1989), Princeton University (1979) oraz George Washington University (1980).

### Kariera dyplomatyczna
W latach 1991–1992 pełnił funkcję dyrektora Biura Studiów i Ekspertyz w Kancelarii Sejmu, później przez rok był podsekretarzem stanu do spraw polityki obronnej w Ministerstwie Obrony Narodowej. Powrócił do pracy w administracji publicznej w 1998, obejmując urząd podsekretarza stanu w Ministerstwie Spraw Zagranicznych. Od 2000 do 2005 był ambasadorem RP w Stanach Zjednoczonych. W sierpniu 2008 ponownie został wiceministrem spraw zagranicznych. Odszedł z tego stanowiska w kwietniu 2009, kiedy to powołano go na stałego przedstawiciela RP przy Biurze NZ w Wiedniu. Misję dyplomatyczną zakończył w listopadzie 2014. W październiku 2015 powołany na stanowisko ambasadora nadzwyczajnego i pełnomocnego RP w Finlandii. Odwołano go z końcem kwietnia 2017.

## Życie prywatne
Jest synem mediewisty, profesora Tadeusza Grudzińskiego. Z Marią Hebanowską ma dwie córki: Justynę i Katarzynę.
Zna język angielski, rosyjski i niemiecki.

## Wybrane publikacje
- Przyszłość Europy w koncepcjach Franklina D. Roosevelta, 1933–1945, Ossolineum, Warszawa 1980, ISBN 83-04-00668-5.
- Teologia bomby. Geneza nuklearnego odstraszania, PWN, Warszawa 1988, ISBN 83-01-08324-7.
- Uczeni i barbarzyńcy. Strategia nuklearna Stanów Zjednoczonych, 1939–1945, PWN, Warszawa 1987, ISBN 83-01-05966-4.
- Państwo inteligentne. Polska w poszukiwaniu międzynarodowej roli, Wydawnictwo Adam Marszałek, Toruń 2008, ISBN 978-83-7441-985-7.